# Gressy (Zwitserland)
Gressy is een plaats en voormalige gemeente in het Zwitserse kanton Vaud en maakt deel uit van het district Jura-Nord vaudois.
Gressy telt 152 inwoners.

## Geschiedenis
Tot 2008 maakte de gemeente deel uit van het district Yverdon.
Op 1 juli 2014 werd Gressy opgenomen in de gemeente Yverdon-les-Bains.